# 沙文丼
沙文丼，系江苏省无锡市梁溪区的一處地名，为书院弄由东往西至县前街之其中一段。丼在无锡方言中读作“taon”，近似日语同字读音。

## 簡介
沙文丼是无锡古地名。据《光绪无锡金匮县志》中附图，原名应为“沙盆潭”，后世谐音“沙坟丼”，传闻是因附近常州知府沙家花园中有坟，故而四周如“丼”，又说此地内有松林，林中有坟，而称“松坟丼”。
1966年，改“坟”为“文”，而称“沙文丼”至今。现存路段全长420米，宽2-4米。

## 軼事
清代無錫詩人秦琦曾作有「沙盆潭」竹枝詞一首，詞曰：「沙盆潭抱古城隈，水榭风亭迤逦开。地僻溪深船过少，渡头时泛落花来。」